# 47. ceremonia wręczenia Oscarów
47. ceremonia rozdania Oscarów odbyła się 8 kwietnia 1975 roku w Dorothy Chandler Pavilion w Los Angeles.

## Laureaci

### Najlepszy film
- Francis Ford Coppola, Gray Frederickson i Fred Roos – Ojciec chrzestny II
- Robert Evans – Chinatown
- Francis Ford Coppola – Rozmowa
- Marvin Worth – Lenny
- Irwin Allen – Płonący wieżowiec

### Najlepszy aktor
- Art Carney – Harry i Tonto
- Jack Nicholson – Chinatown
- Al Pacino – Ojciec chrzestny II
- Dustin Hoffman – Lenny
- Albert Finney – Morderstwo w Orient Ekspresie

### Najlepszy aktor drugoplanowy
- Robert De Niro – Ojciec chrzestny II
- Michael V. Gazzo – Ojciec chrzestny II
- Lee Strasberg – Ojciec chrzestny II
- Jeff Bridges – Piorun i Lekka Stopa
- Fred Astaire – Płonący wieżowiec

### Najlepsza aktorka
- Ellen Burstyn – Alicja już tu nie mieszka
- Faye Dunaway – Chinatown
- Diahann Carroll – Claudine
- Valerie Perrine – Lenny
- Gena Rowlands – Kobieta pod presją

### Najlepsza aktorka drugoplanowa
- Ingrid Bergman – Morderstwo w Orient Ekspresie
- Diane Ladd – Alicja już tu nie mieszka
- Madeline Kahn – Płonące siodła
- Talia Shire – Ojciec chrzestny II
- Valentina Cortese – Noc amerykańska

### Najlepsza scenografia i dekoracje wnętrz
- Dean Tavoularis, Angelo Graham i George R. Nelson – Ojciec chrzestny II
- Richard Sylbert, W. Stewart Campbell, Ruby R. Levitt – Chinatown
- Alexander Golitzen, E. Preston Ames, Frank R. McKelvy – Trzęsienie ziemi
- Peter Ellenshaw, John B. Mansbridge, Walter H. Tyler, Al Roelofs, Hal Gausman – The Island at the Top of the World
- William J. Creber, Ward Preston, Raphael Bretton – Płonący wieżowiec

### Najlepsze zdjęcia
- Fred Koenekamp i Joseph Biroc – Płonący wieżowiec
- John A. Alonzo – Chinatown
- Philip H. Lathrop – Trzęsienie ziemi
- Bruce Surtees – Lenny
- Geoffrey Unsworth – Morderstwo w Orient Ekspresie

### Najlepsze kostiumy
- Theoni V. Aldredge – Wielki Gatsby
- Anthea Sylbert – Chinatown
- John Furniss – Daisy Miller
- Theadora Van Runkle – Ojciec chrzestny II
- Tony Walton – Morderstwo w Orient Ekspresie

### Najlepsza reżyseria
- Francis Ford Coppola – Ojciec chrzestny II
- Roman Polański – Chinatown
- Bob Fosse – Lenny
- François Truffaut – Noc amerykańska
- John Cassavetes – Kobieta pod presją

### Pełnometrażowy film dokumentalny
- Peter Davis, Bert Schneider – Hearts And Minds
- Judy Collins, Jill Godmilow – Antonia: A Portrait of the Woman
- Herbert Kline – The Challenge... A Tribute to Modern Art
- Jacques Ehrlich, David Bergman, Haim Gouri – Ha-Makah Hashmonim V'Echad
- Natalie R. Jones, Eugene S. Jones – The Wild and the Brave

### Krótkometrażowy film dokumentalny
- Robin Lehman – Don't
- Francis Thompson – City Out of Wilderness
- Jon Boorstin – Exploratorium
- Dewitt Jones, Lesley Foster – John Muir's High Sierra
- Ronald S. Kass, Mervyn Lloyd – Naked Yoga

### Najlepszy montaż
- Harold F. Kress i Carl Kress – Płonący wieżowiec
- John C. Howard, Danford B. Greene – Płonące siodła
- Sam O’Steen – Chinatown
- Dorothy Spencer – Płonący wieżowiec
- Michael Luciano – Najdłuższy jard

### Najlepszy film nieangielskojęzyczny
- Włochy – Federico Fellini – Amarcord
- Francja – Louis Malle – Lacombe Lucien
- Węgry – Károly Makk – Zabawa w koty
- Polska – Jerzy Hoffman – Potop
- Argentyna – Sergio Renán – La Tregua

### Najlepsza muzyka w dramacie
- Nino Rota, Carmine Coppola – Ojciec chrzestny II
- Jerry Goldsmith – Chinatown
- Richard Rodney Bennett – Morderstwo w Orient Ekspresie
- Alex North – Shanks
- John Williams – Płonący wieżowiec

### Najlepsza muzyka adaptowana
- Nelson Riddle – Wielki Gatsby
- Alan Jay Lerner, Frederick Loewe, Angela Morley, Douglas Gamley – Mały Książę
- Paul Williams, George Aliceson Tipton – Upiór z raju

### Najlepsza piosenka
- „We May Never Love Like This Again” – Płonący wieżowiec – Al Kasha, Joel Hirschhorn
- „I Feel Love” – Benji – muzyka: Euel Box; słowa: Betty Box
- „Blazing Saddles” – Płonące siodła – muzyka: John Morris; słowa: Mel Brooks
- „Wherever Love Takes Me” – Złoto – muzyka: Elmer Bernstein; słowa: Don Black
- „Little Prince” – Mały Książę – muzyka: Frederick Loewe; słowa: Alan Jay Lerner

### Najlepszy dźwięk
- Ronald Pierce i Melvin Metcalfe, Sr – Trzęsienie ziemi
- Charles Grenzbach, Larry Jost – Chinatown
- Walter Murch, Art Rochester – Rozmowa
- Theodore Soderberg, Herman Lewis – Płonący wieżowiec
- Richard Portman, Gene S. Cantamessa – Młody Frankenstein

### Najlepsze efekty specjalne (Nagroda Specjalna)
- Frank Brendel, Glen Robinson i Albert Whitlock – Trzęsienie ziemi

### Krótkometrażowy film animowany
- Will Vinton i Bob Gardiner – Closed Mondays
- Yvon Malette, Robert Verrall – The Family That Dwelt Apart
- Peter Foldes, René Jodoin – Hunger
- Faith Hubley, John Hubley – Voyage to Next
- Wolfgang Reitherman – Winnie the Pooh and Tigger Too!

### Krótkometrażowy film aktorski
- Paul Claudon i Edmond Sechan – One-Eyed Men Are Kings
- Dewitt Jones – Climb
- Julian Chagrin, Claude Chagrin – The Concert
- George Casey – Planet Ocean
- Andrew Welsh, George Pastic – The Violin

### Najlepszy scenariusz oryginalny
- Robert Towne – Chinatown
- Robert Getchell – Alicja już tu nie mieszka
- Francis Ford Coppola – Rozmowa
- Paul Mazursky, Josh Greenfeld – Harry i Tonto
- François Truffaut, Jean-Louis Richard, Suzanne Schiffman – Noc amerykańska

### Najlepszy scenariusz adaptowany
- Francis Ford Coppola i Mario Puzo – Ojciec chrzestny II
- Mordecai Richler, Lionel Chetwynd – Kariera Duddy Kravitza
- Julian Barry – Lenny
- Paul Dehn – Morderstwo w Orient Ekspresie
- Gene Wilder, Mel Brooks – Młody Frankenstein

### Oscar Honorowy
- Howard Hawks – za całokształt osiągnięć jako reżyser
- Jean Renoir – za całokształt osiągnięć jako reżyser i scenarzysta